# 内藤聡子
内藤 聡子（ないとう さとこ、1974年11月3日 - ）は、日本のフリーアナウンサー、気象予報士。山梨県甲府市出身。身長164cm、血液型はAB型。かつて三桂に所属していた。

## 略歴
山梨県立甲府西高等学校を経て法政大学経営学部経営学科卒業。
高校在学中からモデルとして活動。大学進学後はモデル業に物足りなさを感じ、自分の思っている事を話せたらもっと楽しいのではと考え、アナウンサーを目指すようになった。法政大学自主マスコミ講座のほか、テレビ朝日のアナウンス講座にも通っていた。
1995年、大学3年生の時、テレビ朝日『ニュースステーション』のお天気キャスターに抜擢される（大石恵の後任）。同番組では、生放送であることだけでなく、久米宏と小宮悦子の間に座っていることにも緊張し、足を震わせながら原稿を読んでいた。
就職活動では、フジテレビ、テレビ朝日を受験したが、最終面接で不合格。就職活動中に、日本テレビ『知ってるつもり?!』のアシスタントのオーディションも受けていた。千野志麻とともに最終選考まで残っていたが、お天気キャスターなどとしての経験を関口宏に買われ、TBS『関口宏のサンデーモーニング』のキャスターに抜擢された。
2000年、気象予報士の資格を取得。以降、報道・情報番組等でキャスターや気象予報士として出演。
2010年4月から2016年3月まで、TOKYO MX『5時に夢中!』で月曜日から木曜日までのアシスタントを担当。番組共演者のふかわりょう（ROCKETMAN）プロデュースのもと、若林史江と結成されたアラフォー・アイドルユニット「ザ・おかわりシスターズ」では、「姉」のsatokoとして活動。2015年10月にCDデビューした。
『5時に夢中!』降板に際し、内藤は「一度マイクを置いて日本から離れる」と話し、後日更新した自身のブログで改めて海外移住を報告した。1990年代から所属してきた三桂を退社し活動休止。

## 人物
- 気象予報士、健康気象アドバイザー、ファイナンシャル・プランニング技能士3級（2000年3月取得）などの資格を所持[1]。気象キャスターネットワーク会員。元ミス熱海、元ミス八芳園[4][9]。
- 趣味はゴルフ、茶道[1]。筋肉フェチで、自分や男性の上腕二頭筋が好き[4]。

## 出演

### 番組

#### 過去
- ニュースステーション（1995年、テレビ朝日）
- やじうま6（テレビ朝日）
- 関口宏のサンデーモーニング（TBS）
- 私のガーデニング（NHK BS2） - 学生時代より6年間担当
- FNNスーパーニュース（フジテレビ）
- 読売新聞は〜い朝刊（日本テレビ）
- TXNニュースアイ→速ホゥ!（2001年 - 2008年9月、テレビ東京） - 天気予報担当
- NEWS MARKET 11（2004年3月 - 2008年9月、テレビ東京） - 天気予報担当
- 超野球ファイターズ（テレビ東京）
- イツザイ（テレビ東京） - DHCイメージガールオーディション
- TOKYOほっと情報 東京都議会委員会紹介番組内・ファミリeルール講座（2009年2月11日、テレビ東京系） - レポーター
- カツケン 勝間経済研究所（2009年7月5日 - 2010年3月28日、BSジャパン）
- ニュースモーニングサテライト（2010年3月29日 - 6月25日、テレビ東京） - 天気予報担当[注釈 1]
- グッチ裕三 日曜うまいぞぉ!（2010年4月11日 - 2012年4月1日、文化放送） - アシスタント
- オススメッ!（2010年10月2日、日本テレビ）
- 女神のマルシェ（日本テレビ） - プレゼンター
- たかじんのそこまで言って委員会（読売テレビ）そ
- NEXCO東日本 ドライビングウェザー（ラジオ）
- ACE（J SPORTS）
- 5時に夢中!サタデー（2011年4月2日 - 2014年3月22日、TOKYO MX） - アシスタント
- 5時に夢中!（2010年4月1日 - 2016年3月31日、TOKYO MX） - 月曜日 - 木曜日アシスタント

### CM・広告
- 厚生省「救急の日」（1999年）
- デルコンピュータ（2002年）
- サントリー「金麦」（2010年）
- カゴメ「野菜生活100」

### CDシングル
いずれもザ・おかわりシスターズ名義。
- 恋はおかわり（2015年10月21日、テノヒラレコード）
- 期待感ゼロ（2016年1月20日、テノヒラレコード）

### テレビドラマ
- Benza English (2020年Amazonプライムビデオ) [10]

## 受賞歴
フリーアナウンサーとして活動している内藤聡子が、Seoul Webfest 2020にて初出演のドラマで特別ゲスト賞を受賞。同ドラマ賞の歴史の中で日本人として初の受賞である。
| Award              | Category     | Nominee(s) | Result |
| ------------------ | ------------ | ---------- | ------ |
| Seoul Webfest 2020 | 特別ゲスト賞 | 内藤聡子   | 受賞   |